# Museo Nacional de Georgia
El Museo Nacional de Georgia (en georgiano:საქართველოს ეროვნული მუზეუმი, sak'art'velos erovnuli muzeumi) es una red de museos en Georgia que reúne a varios importantes museos de diversas partes del país. El Museo Nacional de Georgia se estableció en el marco de las reformas estructurales, institucionales y legales destinadas a modernizar la gestión de las instituciones unidas dentro de esta red, y en la coordinación de las actividades de investigación y de educación en el país. Fue fundado en 2004.